# Schmiechen
Schmiechen est une commune de Bavière (Allemagne) de 1 191 habitants, située dans l'arrondissement d'Aichach-Friedberg.